# 容疑者、ホアキン・フェニックス
『容疑者、ホアキン・フェニックス』（ようぎしゃホアキンフェニックス、I'm Still Here）は、2010年のアメリカ合衆国のモキュメンタリー（フェイク・ドキュメンタリー）映画。監督はケイシー・アフレックが務め、主演俳優であるホアキン・フェニックスの突然にしてヒップホップアーティストに転向した2008年10月（撮影自体は最初のラップ活動を行った2009年1月16日のラスベガスから始まっている ）から、フェイクであった事を公表するまでの2年間の行動を描いている。
作品は2010年9月6日に第67回ヴェネツィア国際映画祭に出展され、2010年9月10日に一般上映が開始された。同作がフェイクなのではという疑いはかなり初期から議論されていたが、最終的に試写会後の会見で明確に事実が明らかにされた。
日本では2012年4月26日より、シネマライズほかで上映された。

## 製作
主演を務めたホアキン・フェニックスのインタビューによれば、テレビのリアリティ番組を真に受けている視聴者の存在に彼が興味を持った事が監督アフレックの作品制作のきっかけになったという。
作品は実在する俳優であるホアキンが自らの引退とそれに伴う突拍子も無い奇行を演じる様子を主に撮影している。ホアキンの奇行を事実と思わせる事だけでなく、騒動にマスコミ・芸能界・視聴者・同業者がどのような反応を起こすのかを捉えるのが作品の目的であった。ただしフェイクの為の努力が軽視されたという訳ではなく、ヒップホップ活動の為には本物の歌手であるショーン・コムズの協力が仰がれている。

### レイト・ショー騒動
作中に収録されている出演シーンのとおり、トーク番組「レイト・ショー・ウィズ・デイヴィッド・レターマン」に髭面にサングラスという風貌で出演し、収録中にもかかわらずガムを噛み、終始要領を得ない支離滅裂な会話を展開した。またヒップホップへの転身を語る部分で観衆に笑いが起きるとそれに反論した。
以前に行われた別のインタビューではホアキンは冷静な態度でヒップホップ転向に対する理由を説明していた。全国放送での奇行は一挙にその行動への話題を集めたが、同時に演技なのではないかとの議論も広がった。ホアキンは「私は真剣に自分の転身を考えている。私が音楽の道に進むことはおかしいのか？」とあくまで反論する態度を続けた。
撮影後、アフレックとホアキンはインタビューでの奇行演出で番組に迷惑をかけた事を内々にデイヴィット・レターマンに謝罪していた事が明らかになった。2010年9月、髭を剃った普段の風貌で再度デイヴィット・レターマンのインタビューに応じたホアキンは本作に関する質問の中で、インタビュー時の奇行については完全なアドリブであり、レターマン側も「一切番組側に通告はなかった」としてやらせ説を否定した。ホアキンはレターマンのインタビューにおける演技がここまで作品への注目を集めるとは予想していなかったという。

### 脱糞シーンについて
作品公開後に注目を集めたのは、ホアキンの音楽仲間として出演したバンド「スペースホッグ」のメンバーであるアンソニー・ランドンが、確執の末に就寝中のホアキンの顔に脱糞したシーンであるが、実際には腐葉土とコーヒーの出涸らしを使った偽物であった。偽の糞は背中に仕込まれたチューブを使ってズボンの中に流し込まれていたという。

## キャスト
- ホアキン・フェニックス（本人役）

## 作品の評価
Rotten Tomatoesによれば、批評家の一致した見解は「ホアキン・フェニックス本人のように、だらしない身なりで不可解な『容疑者、ホアキン・フェニックス』は、そのテーマやセレブの本質について興味深い疑問を投げかけているが、その多くに説得力を持って答えられていない。」であり、130件の評論のうち高評価は54%にあたる70件で、平均して10点満点中5.48点を得ている。
Metacriticによれば、33件の評論のうち、高評価は17件、賛否混在は4件、低評価は12件で、平均して100点満点中48点を得ている。